# Philipp Lahm
Philipp Lahm (Munique, 11 de novembro de 1983) é um ex-futebolista alemão que atuava como lateral ou volante. É um dos maiores ídolos da história do Bayern de Munique, clube pela qual atuou entre 2003 e 2017.
Foi um dos principais jogadores e capitão da Seleção Alemã até sua última partida, disputando três Copas do Mundo, em 2006, 2010 e 2014. Na última se sagrou campeão, participando do tetracampeonato mundial da Alemanha. Pelo Bayern de Munique, clube que o revelou, somou mais de 500 partidas no total.
Jogador polivalente, atuava tanto na lateral-direita, como na esquerda. Depois da chegada de Pep Guardiola ao Bayern de Munique, passou a atuar como volante.

## Carreira

### Início
Philipp Lahm começou a jogar profissionalmente no Bayern de Munique II, sendo considerado um jovem muito talentoso por seus treinadores. Após este início, foi emprestado ao Stuttgart para as temporadas 2003–04 e 2004–05.

### Stuttgart
Realizou sua estreia na Bundesliga na primeira partida da temporada 2003–04, contra o Hansa Rostock. Na ocasião, saiu do banco de reservas e entrou aos 76 minutos, substituindo o meio-campista Silvio Meissner.
Em janeiro de 2005, Lahm sofreu uma fratura no pé direito, e ficou fora dos gramados por quatro meses, fazendo o seu regresso em 9 de abril de 2005, contra o Schalke 04. Apenas cerca de cinco semanas depois (17 de maio de 2005), se machucou novamente. Desta vez sofreu uma fratura no ligamento cruzado, que encerrou sua temporada e, simultaneamente, também a sua carreira no Stuttgart.

### Bayern de Munique
Em julho de 2005, Lahm voltou para o Bayern de Munique, dessa vez para a equipe principal. No entanto, o rompimento do ligamento cruzado que ele havia sofrido um pouco antes de seu retorno, o obrigou a iniciar no Bayern na reabilitação. Seu primeiro jogo na Bundesliga pelo Bayern foi contra o Arminia Bielefeld, em novembro de 2005.
Na temporada 2007–08, o Bayern comprou o lateral esquerdo alemão Marcell Jansen e Lahm deveria ser revertido para a direita, tanto para acomodar Jansen e substituir o francês Willy Sagnol. Durante toda a temporada, havia vários rumores sugerindo que Lahm iria deixar o Bayern no verão de 2008. Ele iria para o  Barcelona e a transferência parecia estar quase certa. Porém, acabou renovando contrato com a equipe de Munique até 20 de junho de 2012. Como razões para a sua decisão de permanecer fiel ao Bayern, ele afirmou que teve uma boa conversa com o gerente Uli Hoeneß e também com Jürgen Klinsmann, o novo treinador.
Durante a temporada 2009–10, sob o comando do novo treinador Louis van Gaal, Lahm foi nomeado como vice-capitão do time e voltou a jogar na sua posição preferida, como lateral-direito. Depois de algumas dificuldades no início do Campeonato, ele jogou uma de suas melhores temporadas, formando uma excelente parceria na ala direita com o ponta holandês Arjen Robben, marcando um gol e dando 12 assistências em todas as suas partidas. Foi vice-campeão da Liga dos Campeões da UEFA de 2009–10, perdendo a final em Madrid para a Internazionale.
Após a saída do capitão Mark van Bommel, em janeiro de 2011, Lahm foi feito o novo capitão para o restante da temporada 2010–11.

#### Aposentadoria
No dia 8 de fevereiro de 2017, anunciou que encerraria sua carreira ao fim da temporada, em junho, surpreendendo os dirigentes do clube. No comunicado, afirmou que não teria condições de atuar em alto nível por mais um ano.

## Seleção Nacional
Lahm começou na seleção principal na Eurocopa de 2004, em Portugal, e jogou 90 minutos em todos os três jogos. Embora a Alemanha não tenha conseguido passar da fase de grupos, o desempenho Lahm foi considerado promissor, e muitos alemães o viram como o único ponto positivo do torneio.
Jürgen Klinsmann viu Lahm como a primeira opção para a posição de lateral-esquerdo. Ele marcou o primeiro gol da Copa do Mundo FIFA de 2006, na Alemanha, contra a Costa Rica. A Alemanha viria a terminar nessa Copa em terceiro lugar, perdendo para a Itália na semifinal. Ele também foi o jogador alemão que mais jogou pela sua Seleção, além de ter sido eleito para a Seleção da Copa.
Fez parte também do grupo que integrou a Euro 2008 na Áustria e na Suíça e agora com um novo treinador, Joachim Löw que havia sido assistente de Klinsmann durante quatro anos. No dia 25 de junho de 2008, ele marcou o gol da vitória na semifinal contra a Turquia, aos 45 minutos do segundo tempo, e, foi eleito o homem do jogo.
Em 29 de junho de 2008, Lahm disputou a final da Euro contra a Espanha. Aos 33 minutos, Xavi lançou uma bola que perfurou a defesa alemã, e Fernando Torres, livre, fez o único gol do jogo. Foi o primeiro título da Eurocopa para Espanha em 44 anos.

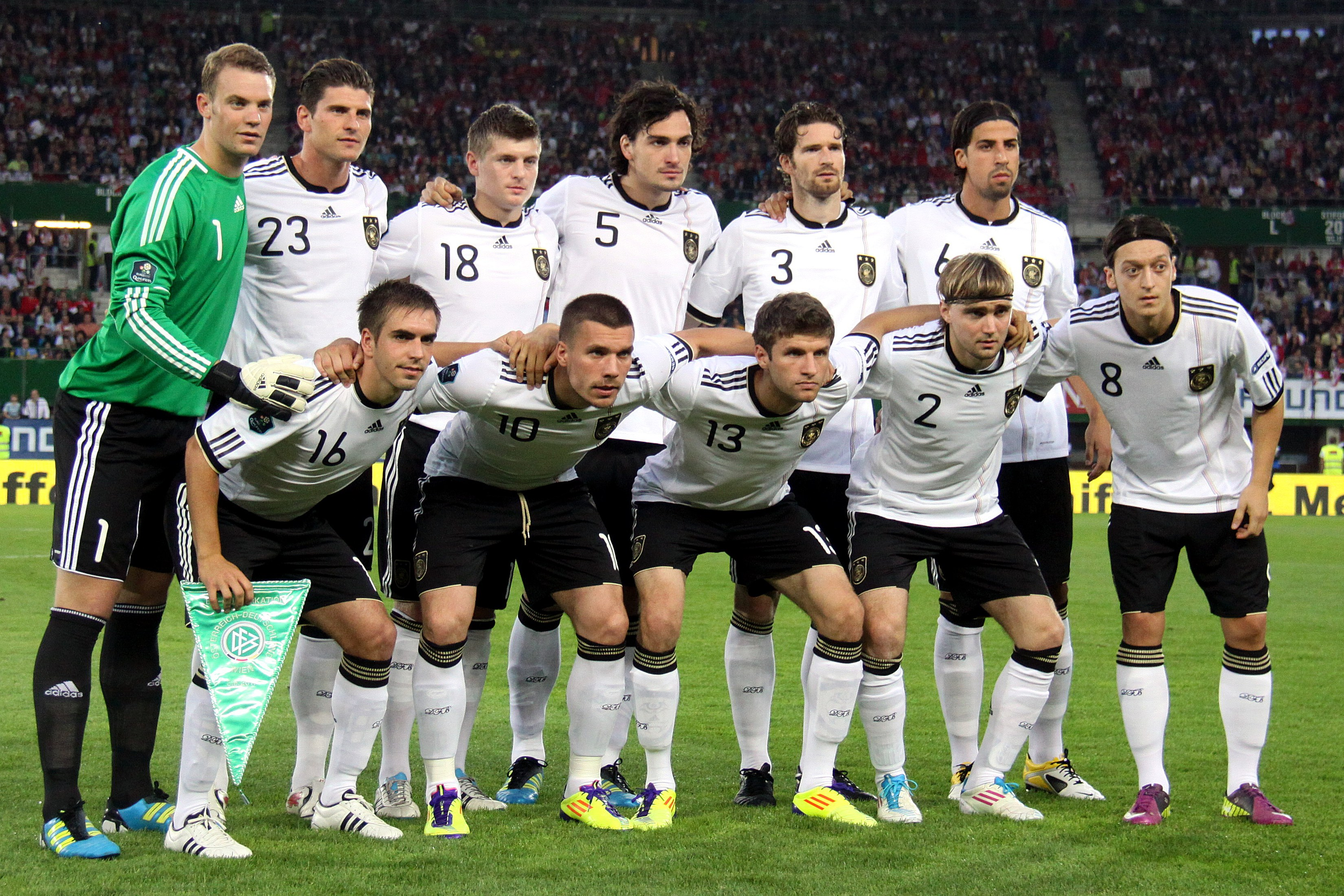
Lahm como capitão da Seleção Alemã em 2011

### Copa do Mundo de 2010
Após a retirada do capitão Michael Ballack da Copa do Mundo FIFA de 2010, na África do Sul, Lahm foi escolhido como capitão da equipe no torneio. Em 13 de junho, ele foi o capitão da Seleção Alemã no jogo de abertura contra a Austrália, tornando-se o jogador mais jovem a ser um capitão de equipe alemã em uma Copa do Mundo FIFA. A Alemanha goleou a Austrália por 4 a 0, ficou com o primeiro lugar do Grupo D, mas novamente foi eliminada em uma semifinal, dessa vez contra a Espanha, que mais tarde viria a ser campeã do mundo. Em jogo realizado no Estádio Moses Mabhida, o zagueiro Carles Puyol marcou, de cabeça, o gol da vitória por 1 a 0.

### Aposentadoria da Seleção
No dia 18 de julho de 2014, aos 30 anos, anunciou sua aposentadoria da Seleção Alemã. Disputou sua primeira Copa em 2006, como lateral-esquerdo; em 2010, já capitão, era lateral-direito; no Brasil, ele atuou como volante nas quatro primeiras partidas e depois voltou ao lado direito da defesa. Foi considerado um dos melhores jogadores do torneio. Além das três Copas, Lahm participou das campanhas alemãs em três edições da Eurocopa: 2004, 2008 e 2012. A decisão do jogador tem como justificativa o fato de ele querer dedicar-se exclusivamente ao Bayern de Munique.
Lahm, Franz Beckenbauer e Djalma Santos são os únicos jogadores escolhidos três vezes como o melhor jogador em sua posição em Copas do Mundo. Lahm foi eleito para o All-Star Team da Copa do Mundo da FIFA em 2006, 2010 e 2014.
| #  | Data                | Local                                      | Adversário           | Placar | Resultado | Competição              |
| -- | ------------------- | ------------------------------------------ | -------------------- | ------ | --------- | ----------------------- |
| 1. | 28 de abril de 2004 | Estádio Rapid-Giulești, Bucareste, Romênia | Romênia              | 1–5    | 1–5       | Amistoso                |
| 2. | 9 de junho de 2006  | Allianz Arena, Munique, Alemanha           | Costa Rica           | 1–0    | 4–2       | Copa do Mundo FIFA 2006 |
| 3. | 25 de junho de 2008 | St. Jakob-Park, Basileia, Suíça            | Turquia              | 3–2    | 3–2       | Euro 2008               |
| 4. | 3 de junho de 2010  | Commerzbank-Arena, Frankfurt, Alemanha     | Bósnia e Herzegovina | 1–1    | 3–1       | Amistoso                |
| 5. | 22 de junho de 2012 | PGE Arena, Gdańsk, Polônia                 | Grécia               | 1–0    | 4–2       | Euro 2012               |

## Títulos
Bayern de Munique
- Bundesliga: 2002–03, 2005–06, 2007–08, 2009–10, 2012–13, 2013–14, 2014–15, 2015–16 e 2016–17
- Copa da Alemanha: 2002–03, 2005–06, 2007–08, 2009–10, 2012–13, 2013–14 e 2015–16
- Copa da Liga Alemã: 2007
- Supercopa da Alemanha: 2010, 2012 e 2016
- Liga dos Campeões da UEFA: 2012–13
- Copa Uli Hoeneß: 2013
- Supercopa da UEFA: 2013
- Copa do Mundo de Clubes da FIFA: 2013

Seleção Alemã
- Copa do Mundo FIFA: 2014

### Prêmios individuais
- Silberne Lorbeerblatt: 2006, 2010 e 2014
- Seleção da Copa do Mundo FIFA: 2006 e 2010
- Equipe do Ano da UEFA: 2006, 2008, 2012, 2013 e 2014
- Equipe do Ano de Sempre da UEFA
- Equipe da Euro: 2008 e 2012
- Equipe de todos os tempos da Euro[14]
- Equipe do Ano ESM: 2013 e 2014
- Bola de Prata da Copa do Mundo de Clubes da FIFA: 2013
- FIFPro World XI: 2013 e 2014
- Equipe da Liga dos Campeões da UEFA: 2013–14
- 56º melhor jogador do ano de 2016 (The Guardian)[15]
- 47º melhor jogador do ano de 2016 (Marca)[16]
- Futebolista Alemão do Ano: 2017
- Bola de Ouro Dream Team: Melhor lateral direito da História - terceiro esquadrão
- Seleção da década (2011–2020) pela IFFHS[17]